# Historia de los Comics
Historia de los Comics és una col·lecció de 48 fascicles de 32 pàgines cadascun publicada entre 1983 i 1984 per Toutain Editor sota la direcció de Xavier Coma. Aquesta obra, publicada només en castellà, aborda la  història del mitjà a un nivell global. Escrita per importants estudiosos del mitja, tant espanyols i catalans com estrangers, se la considera una obra de referència imprescindible i inèdita fins llavors per la seva grandària i ambició.

## Trajectoria editorial
Durant la segona edició del  Saló Internacional del Còmic i del Llibre Il·lustrat  es va presentar el projecte de la futura enciclopèdia, amb l'exhibició de les portades dels seus fascicles. En aquells dies, estava previst que fos de només 36 lliuraments resolts en tres volums, sense dedicar-ne cap en exclusiva al còmic nord-americà de la segona meitat del segle xx.

## Contingut
Cada títol contenia dos capítols de l'obra i estava profusament il·lustrat en blanc i negre i color, a més de contenir mostres dels còmic s ressenyats i fitxes dels autors. La seva periodicitat era setmanal i podien ser enquadernats en 4 volums de 12 fascicles cadascun les tapes també es van posar a la venda. Els títols dels volums eren:
I. Los clásicos norteamericanos
1 - Un nuevo arte.
2 - Tiras diarias de prensa.
3 - Arrolladora implantación de una amplísima mitología gráfica.
4 - Relatos por entregas.
5 - La depresión económica incrementa la sátira y el testimonio social.
6 - Una aventura por tierra, mar s cómics y la 2.ª Guerra Mundial.
9 - Un alud de superhéroes y superhombres.
10 - La acción inunda la vida cotidiana
11 - Los nuevos caminos de los cómics humorísticos.
12 - Cómics de ciencia ficción, crimen i terror de los '50.
II. La expansión internacional
13 - Surgen los cómics europeos.
14 - Más aventura que humor bajo el fascismo.
15 - Argentina sorprende con sus primeros clásicos.
16 - La Guerra Civil quiebra la evolución del comic español.
17 - Raíces de las tendencias franco-belgas.
18 - Caricatura y escapismo en la España franquista.
- La edad de oro de las historietas cómicas de Román Gubern.
- El cómic realista español desde 1950 hasta los últimos años '60 de Salvador Vázquez de Parga.

19 - El auge satírico en las tiras británicas.
20 - El humor latino produce éxitos internacionales.
21 - Los grandes años de la aventura en Gran Bretaña.
22 - De la ciencia-ficción al western en los cómics franco-belgas.
23 - Argentina promueve los cómics adultos.
24 - Reconocimiento cultural de los cómics en Europa y paralela moda del erotismo.
III. USA, tiempos modernos
25 - La Guerra. Su permanencia. Su recuerdo.
26 - Los últimos grandes aventureros...
27 - Brillante renacimiento del humor en la prensa.
28 - Nacen y renacen superhéroes traumatizados.
29 - Nuevas publicaciones huyendo de la censura.
30 - La era underground
31 - Fantasía heroica - espada y brujería.
32 - Ascienden la cómic-novela y Richard Corben.
- Richard V. Corben y el arte de la fantasía de Dennis Wepman.
- Rutas de pioneros hacia Eldorado de la cómic-novela de Xavier Coma.

33 - El despegue de los innovadores contemporáneos.
34 - Cómics de vanguardia en ambiciosos magacines.
35 - Una nueva raza de animales parlantes.
36 - Los cómics norteamericanos hoy.
IV. Rumbos contemporáneos
37 - Convulsión en los cómics franceses por el mayo del '68.
38 - Conciencia de autor en los cómics españoles durante la agonía del franquismo.
- Cómics en España, años 60 y primeros 70, de Antonio Lara i Mariano Ayuso.
- El último exilio: El inicio de los cómics postfranquistas con anterioridad a la propia muerte del dictador, de Xavier Coma.

39 - El apogeo de los cómics italianos.
40 - En el mundo de los cómics británicos.
41 - Cómics en la España postfranquista.
- De Mortadelo a Makoki: El humor y la sátira en los cómics españoles de los últimos tiempos, de Salvador Vázquez de Parga.
- En el brumoso amanecer de la libertad: El despertar de los cómics españoles a la luz naciente de la democracia, de Xavier Coma.

42 - Cómics franceses contemporáneos.
43 - Las modernas innovaciones argentinas.
44 - Los cómics en lengua portuguesa.
45 - De Australia a Canadá pasando por Japón.
46 - Holanda, una apasionante evolución.
47 - Éxitos internacionales de los cómics nórdicos y yugoslavos.
48 - Índice de autores y obras y fe de erratas.
En total, s'assoliren les 1.344 pàgines, descomptant les cobertes dels fascicles. Una de les historietes publicades a les seves pagines era inèdita:  El adivino de los ojos muertos , protagonitzada per El Capitán Trueno i realitzada per Víctor Mora al guió i Ambrós al dibuix amb Amador a l'entintat i l'acolorit.